# 混混天團
《混混天團》是一部由錢人豪執導的電影，於2010年4月23日在台灣上映。

## 故事大綱
|  | 這世界還好還有音樂 不然殘酷的生命將如何繼續 |

阿豪是一名在街頭惹事的混混，某天當他要去一間唱片公司收取債務時，唱片公司老闆早已逃走，僅留下一個默默無名的地下樂團「Gangster」在公司內。Gangster主唱阿海因為受到唱片公司經紀人的欺騙，簽了為唱片公司高額債務作保的英文契約，無力償還債務。於是阿豪決定幫Gangster推出唱片，並舉辦演唱會來賺錢還債。

## 角色
主演
| 演員   | 角色  | 備註 |
| 立威廉 | 阿 豪 | 一個剛出獄、無所事事的小混混，個性衝動火爆卻有正義感。 因超速駕駛被捕入獄。出獄後經百般波折，成了Gangster的經紀人。 |
| 范逸臣 | 阿 海 | 喜歡音樂，Gangster主唱。 其桀敖不馴的態度使得Gangster發片之路遙遙無期，後在阿豪的協助之下開始嶄露頭角。 |
| 錢人豪 | 阿 文 | 曾是阿豪手下的幫派份子。替捷哥工作。 劇情最後窩裡反，帶領小弟阻撓Gangster在河岸留言西門店的演唱會但失敗，圍毆阿豪，朝捷哥背後開槍欲槍殺捷哥；卻早已被捷哥識破，槍中子彈遭捷哥換成空包彈，槍殺失敗，被捷哥吊在半空中毆打。 |
| 許嘉凌 | May   | 阿海的女朋友，非常照顧阿海，也是阿海最死忠的粉絲。 因不堪阿海的沒志氣，憤而離開阿海，在酒吧跳鋼管舞維生。 |
| 王思平 | 麗 香 | 小寶在麥當勞打工的正妹同事。 喜歡阿海。 |
| 戎 祥  | 捷 哥 | 黑幫份子，經營刺青店與地下錢莊，包括阿豪和阿文都是其手下。 另一身分為視覺系暴力搖滾樂團「胖胖堂」成員。曾於周老闆經營的酒吧駐唱，與Gangster為競爭關係。                                                                   |

Gangster成員
| 演員   | 角色  | 備註 |
| 黃冠龍 | 阿 龍 | Gangster吉他手。 在便利商店打工與擔任醫院試藥員，以賺取外快。後與阿海組成酷愛樂團。                                                                            |
| 何官錠 | 小 寶 | Gangster鍵盤手。 在麥當勞打工，暗戀麗香。後專心於酒吧當個駐唱鍵盤手。                                                                                          |
| 林宏宇 | 大 弟 | Gangster貝斯手，出身傳統歌仔戲世家。家人強烈反對他玩樂團，要他學傳統歌仔戲，都被他拒絕。 後創作新的音樂，期待能將搖滾樂融合歌仔戲元素。                        |
| 張正宗 | 阿 甚 | Gangster鼓手。家裡經營豬肉攤，賣豬肉時拿爵士鼓鼓棒敲打豬肉自娛。 後接手經營豬肉攤，經過他敲打的豬肉很暢銷。                                                    |
| 修杰楷 | 傑 克 | 前Gangster成員，因個人因素離團。 為了幫生意失敗的家人還債，離開Gangster，與AX唱片公司簽約，成為知名藝人。但默默支助阿海等人，包括去當鋪贖回May拿去典當的項鍊。 |

客串
| 演員   | 角色   | 備註 |
| 周楚楚 | 珍妮佛 | 女記者，阿豪的女朋友。她一開始看不慣阿豪，後被阿豪救起，二人之間產生了一絲微妙的感情糾葛。 她不滿阿豪不脫離幫派，在乘坐阿豪的車時強硬下車表示與阿豪分手，隨即被卡車撞死。 |
| ？     | 周老闆 | 樂器行與酒吧的老闆，Gangster曾在他經營的酒吧駐唱。 他結束Gangster在酒吧的駐唱以後，阿豪去他的樂器行收債，隔天樂器行結束營業。                                             |
| 黃子佼 | 黃子佼 | 大牌主持人。 先被阿豪強行推薦Gangster的歌，使Gangster的歌成功在他的廣播節目播送。最後被捷哥強行推薦胖胖堂同名唱片專輯。                                                   |
| 沈玉琳 | 陳老闆 | AX唱片公司的老闆，曾與阿海接觸過Gangster簽約的事宜，但因阿海拒絕而破局。 後讓傑克成了明星，動用自己在演藝圈的人脈封殺Gangster。                                           |
| 方文山 | 方文山 | 知名作詞人。 阿豪曾在酒吧中與他洽談為Gangster作詞一事，他起先否認身分並稱自己為小混混。                                                                                   |

## 票房
本片在上映當日（2010年4月23日）台北的票房收入為新台幣16萬元，當日排名第八。接著在隔兩日的週日（4月25日）達到本片單日最高票房的新台幣29萬元，累計開映三天票房總收入為新台幣65萬元。但之後票房收入隨即大幅下跌，隔天週一僅剩新台幣36,500元，而上映一週後的週末更只剩新台幣9,670元。本片截至5月6日下片為止的票房總收入為新台幣89萬。與上映日期相近的台灣電影《一頁台北》的總票房1,389萬相差許多。而男主角范逸臣的上一部電影作品《海角七號》總票房更達新台幣2億3千萬元，相較之下本片的票房表現並不佳。

## 資料來源
1. ↑  混混天團 台北單日票房 （页面存档备份，存于），開眼電影網，2010年7月1日查證
2. ↑  一頁台北 台北單日票房 （页面存档备份，存于），開眼電影網，2010年7月1日查證
3. ↑  海角七號 台北單日票房 （页面存档备份，存于），開眼電影網，2010年7月1日查證

## 外部連結
- 《混混天團》無名小站 （页面存档备份，存于）
- Yahoo奇摩電影上《混混天團》的資料（繁體中文）
- MSN娛樂上《混混天團》的資料（繁體中文）

- 開眼電影網上《混混天團》的資料（繁體中文）
- 豆瓣电影上《混混天團》的資料 （简体中文）
- 时光网上《混混天團》的資料（简体中文）
- 香港影庫上《混混天團》的資料（繁體中文）
- 互联网电影数据库（IMDb）上《混混天團》的资料（英文）